# Институт по биоразнообразие и екосистемни изследвания
Институт по биоразнообразие и екосистемни изследвания при БАН (ИБЕИ) е създаден на 1 юли 2010 година като правоприемник на Института по зоология, Института по ботаника и Централната лаборатория по обща екология с решение на Общото събрание на БАН.

## Дейности
Провежданите в Института научни изследвания са в областта на теоретичните и приложните аспекти на екологията, биоразнообразието, опазването на околната среда и устойчивото ползване на биологичните ресурси. Кадрите на института са специалисти по ботаника, микология, зоология, екология, хидробиология, паразитология, консервационна биология, генетика на околната среда, еволюционна биология и други сродни научни области.
Институтът оказва методична помощ на държавните институции и структурите на гражданското общество и представя страната в европейското изследователско пространство в областите на неговата компетентност. Член е на Консорциума на европейските таксономични институции (CETAF).

## Структура
ИБЕИ–БАН се състои от четири отдела:
- Отдел „Растително и гъбно разнообразие и ресурси“
- Отдел „Животинско разнообразие и ресурси“
- Отдел „Водни екосистеми“
- Отдел „Екосистемни изследвания, екологичен риск и консервационна биология“

## Капацитет
Институтът е оборудван с техника за провеждане на разнообразни флористични, фаунистични и екологични проучвания и химична, фитохимична, генетична, кариологична, биотехнологична, паразитологична лаборатории, лаборатории по светлинна микроскопия и екологична микробиология, център за географски информационни системи.
Към института функционират няколко изследователски полеви станции:
- Екологична станция при Биосферния резерват „Сребърна“
- Биологична експериментална база „Калимок“
- Лаборатория по морска екология, Созопол
- Екологична станция при резерват „Атанасовско езеро“
- Теренна база „Беглика“
- Теренна база „Парангалица“
- Екологична станция „Плана“

## Научни издания
Институтът издава две периодични издания:
- Phytogia Balcanica
- Acta zoologica bulgarica (с импакт фактор)

## Хербариум SOM
Хербариумът на отдел „Растително и гъбно разнообразие и ресурси“ в ИБЕИ-БАН, регистриран в Index Herbariorum като международно признат хербариум с акроним SOM, е най-големият и най-представителен източник на информация за изучаването на флората на България и Балканите. Съдържа над 175 000 образци от всички растителни таксономични групи (без водорасли) – мъхове, хвощови, папратовидни, голосеменни и покритосеменни растения.
Началото на хербарната колекция е поставено през 1919 г. от акад. Иван Буреш под формата на Хербариум на Природонаучния музей на Царските природонаучни институти. Тя е създадена като сбор от хербарните сбирки на именити български и чуждестранни ботаници: Александър Дреновски, Анание Явашов, Андрей Тошев, Божимир Давидов, Борис Ахтаров, Вацлав Стрибърни, Васил Ковачев, Иван Мърквичка, Иван Нейчев, Иван Урумов, Йосиф Веленовски и др.